# 5,5-Dimethylhydantoin
5,5-Dimethylhydantoin ist eine chemische Verbindung aus der Gruppe der Hydantoine, Stickstoff-Heterocyclen mit Ketogruppe.

## Gewinnung und Darstellung
5,5-Dimethylhydantoin kann durch Reaktion aus Aceton, Harnstoff und Ammoniumcarbonat oder aus Aceton, Kaliumcyanat und Blausäure gewonnen werden.

## Eigenschaften
5,5-Dimethylhydantoin ist ein brennbarer, schwer entzündbarer, kristalliner, weißer, geruchloser Feststoff, der löslich in Wasser ist.

## Verwendung
5,5-Dimethylhydantoin wird als Reagenz zur Synthese von N-Chlorheterocyclischen antimikrobiellen Mitteln, Arzneistoffen und anderen chemischen Verbindungen verwendet.